# Giacomo Santini
Giacomo Santini (Bologna, 10 gennaio 1941) è un politico, telecronista sportivo e radiocronista italiano, già esponente di Forza Italia, è stato parlamentare europeo, nonché senatore per il Popolo della Libertà. In passato è stato giornalista sportivo alla RAI.

## Biografia
Si trasferisce a Trento nel 1953 ed inizia a lavorare a "l'Adige" nel 1962.
Per circa vent'anni è stato prima radiocronista nel quartetto storico formato insieme a Claudio Ferretti, Alfredo Provenzali ed Enzo Foglianese, poi telecronista assieme a Adriano De Zan delle più importanti gare ciclistiche internazionali come i Mondiali di ciclismo, il Giro d'Italia, la Milano-Sanremo, il Giro di Lombardia, la Parigi-Roubaix, il Tour de France e altre corse del calendario.
Sua la voce che, dopo l'arrivo del Mondiale di Nürburgring del 1978, disse così: Purtroppo Moser non ce l'ha fatta infatti il ciclista trentino Francesco Moser perse la volata finale a vantaggio dell'olandese Gerrie Knetemann.
Ha commentato gli eventi di diverse discipline sportive alle olimpiadi estive di Montréal (1976), Mosca (1980), Los Angeles (1984), Seoul (1988), Barcellona (1992) ed alle Olimpiadi invernali di Sarajevo (1984), Albertville (1992) e Lillehammer (1994).
Nel 2009 succede a Guido Amistadi alla presidenza del Gruppo Sportivo Alto Garda, società organizzatrice del Giro del Trentino.
Panathleta dal 1976 sei anni Presidente del Club di Trento, viene eletto nel maggio 2012 Presidente Internazionale del Movimento nato a Venezia 61 anni fa e che opera in tutto il mondo a favore del FairPlay sportivo a 360 gradi.

## Carriera politica
Cattolico, viene eletto deputato europeo alle elezioni del 1994 nella lista di Forza Italia con 25.462 preferenze, nella circoscrizione Italia Nord-Orientale.
Dal 23 novembre 1998 al 14 giugno 2001 è stato consigliere regionale del Trentino-Alto Adige e della Provincia Autonoma di Trento (vive a Trento), dove è stato presidente del gruppo provinciale e presidente del gruppo regionale di Forza Italia. 
Nel 1999 si ricandida con Forza Italia alle elezioni europee, sempre nella circoscrizione Italia Nord-Orientale. Ottiene 21.824 preferenze, risultando il primo dei non eletti. Torna a Strasburgo nel 2001, subentrando al dimissionario Vittorio Sgarbi.
In Europa è stato vicepresidente della Commissione temporanea di inchiesta sulla ESB (Encefalopatia spongiforme bovina), della Delegazione alla commissione parlamentare mista UE-Ungheria e della Commissione per le libertà e i diritti dei cittadini, la giustizia e gli affari interni.
Dal novembre 1999 a novembre 2000 è stato Coordinatore provinciale di Forza Italia del Trentino.
Nel 2001 è candidato al senato per la Casa delle Libertà nel collegio di Rovereto, ma è sconfitto dal candidato del centrosinistra (L'Ulivo-Svp) Renzo Michelini, ex sindaco della città della quercia.
Nel 2003 viene eletto dal Presidente del Consiglio Presidente della Fondazione Italiana per le Montagne.
Ripresentatosi alle europee del 2004 sempre nella circoscrizione Italia Nord-Orientale con Forza Italia, ottiene 34.237 preferenze, senza però risultare eletto.
Alle elezioni del 2006 Santini viene eletto al Senato nel collegio di Pergine Valsugana, sempre per la Casa delle Libertà, sconfiggendo di soli 574 voti il candidato del centrosinistra (L'Unione-Svp) Giuseppe Detomas; in seguito aderisce al Gruppo Democrazia Cristiana–Indipendenti–Movimento per l'Autonomia. Fa parte della Commissione Permanente Attività Produttive, del Consiglio di disciplina e del Comitato per le questioni degli italiani all'estero.
Nel 2008 è rieletto nel medesimo collegio in qualità di senatore nelle file del Popolo della Libertà. Nella XVI legislatura del Senato viene eletto Vice Presidente Vicario della Commissione per le politiche europee, Presidente del gruppo Parlamentari Amici della Montagna, Vice Presidente Vicario della Commissione immigrazione, rifugiati e popolazione del Consiglio d'Europa.
Decide di non ricandidarsi alle elezioni politiche del 2013.